# Prégnénolone
 (février 2006).
Améliorez-le ou discutez des points à vérifier. 
La prégnénolone est un précurseur chimique naturel de l'ensemble des hormones stéroïdiennes.

## Voie de synthèse
La prégnénolone est le précurseur des hormones stéroïdiennes naturellement synthétisées dans notre corps à partir du cholestérol. Elle est notamment le précurseur du cortisol, la synthèse se déroulera dans les glandes surrénales. La synthèse se déroule dans les mitochondries des cellules sous l'action d'enzymes spécifiques. Il y a une double oxydation, dans l'ordre :
- par des oxydases (molécule d'O2, cytochrome P450…) qui clivent une chaine du cholestérol entre deux carbones (20 et 22)
- par la 3-bêta-OH-stéroïde déshydrogénase avec remaniement des doubles liaisons.

Ces réactions aboutissent à la prégnénolone, d'autres étapes spécifiques la transformeront en hormone stéroïdienne sexuelle ou métabolique.
Il est possible de synthétiser en laboratoire la prégnénolone à partir de la diosgénine, une saponine contenue dans les racines du Yam sauvage. Cependant, l'organisme de l'être humain ne possède pas le capacités de transformer la diosgénine en prégnénolone.